# Pierre Braunberger
Pierre Braunberger (29. července 1905 – 16. listopadu 1990) byl francouzský filmový producent. Pocházel z lékařské rodiny, ale od dětství věděl, že se této profesi věnovat nechce. V roce 1923 odešel do New Yorku, kde krátce pracoval pro filmovou společnost Fox Film Corporation. Zanedlouho odešel do Los Angeles, kde pracoval pro Metro-Goldwyn-Mayer. Po osmnácti měsících se rozhodl pro návrat do Francie. Produkoval například filmy Jeana Renoira (Fena), Jean-Luca Godarda (Žít svůj život) či Françoise Truffauta (Střílejte na pianistu). V roce 1966 byl vedoucím poroty na Berlínském mezinárodním filmovém festivalu. V roce 1980 získal Čestného Césara. Zemřel ve věku 85 let.